# Trafostation (Elektrolok)
Einige ältere Elektrolokomotiven wurden nach der Abstellung als stationäre oder fahrbare Transformatorenstation für die Versorgung elektrischer Anlagen weitergenutzt, wie für die Heizung von Weichen oder bereitgestellter Reisezugwagen. In Österreich werden diese Trafostationen als Vorheizanlagen bezeichnet. In der Schweiz gilt dafür die allgemeinere Bezeichnung Heizlokomotive, die in Deutschland nur für Dampflokomotiven verwendet wird.

## Verwendung

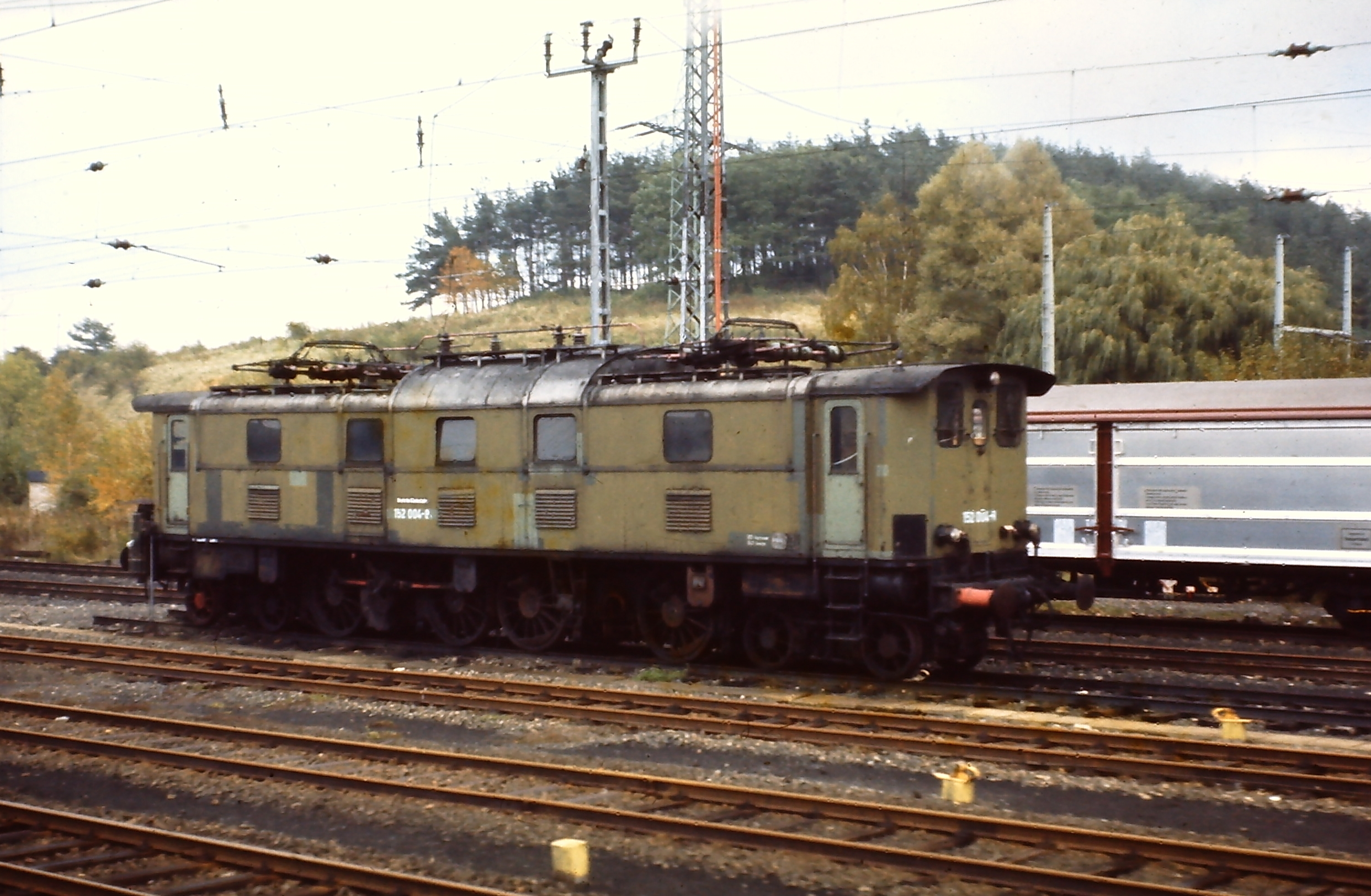
152 004 in Eichenberg (Hessen)

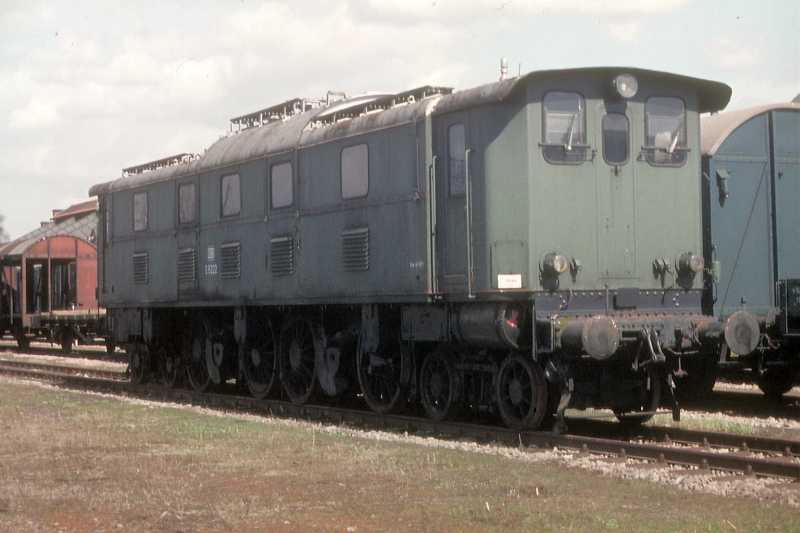
152 022, zeitweise elektrische Heizlok in Lörrach, stand lange nach ihrer Ausmusterung in Offenburg

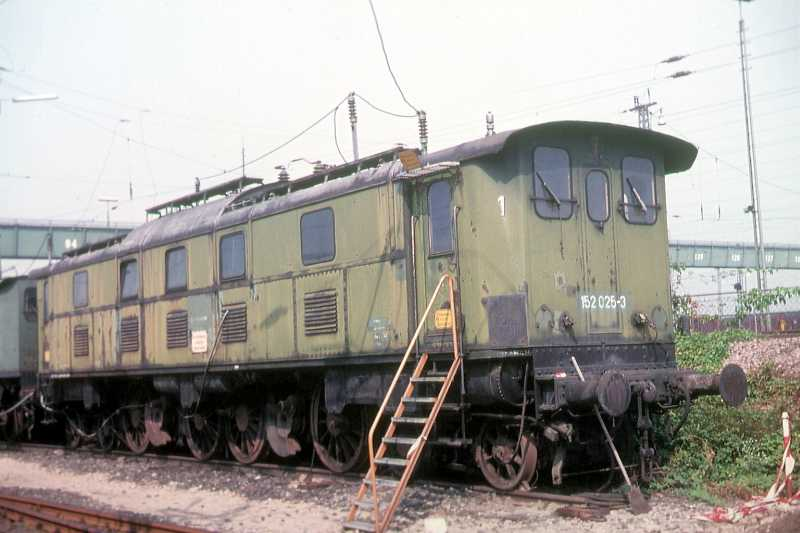
152 025 wurde als Trafo für das Prüffeld des AW Frankfurt a. M. eingesetzt

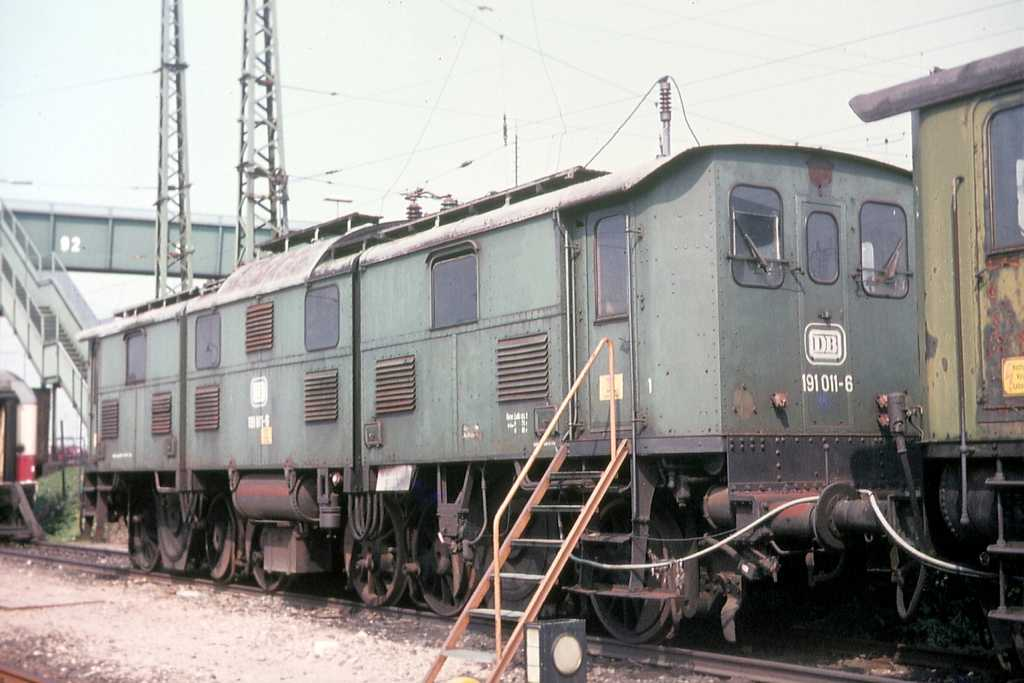
191 011 war in Frankfurt/Main eingesetzt

Nachdem die Beheizung in Personenwagen von Dampf- auf elektrische Zugheizung über die Zugsammelschiene umgestellt wurde, bestand kein Bedarf mehr an herkömmlichen Dampf-Heizlokomotiven. Stattdessen wurden Elektrolokomotiven verwendet, welche zur Versorgung der Zugsammelschiene mit einer Spannung von 1000 V gesonderte Transformatoren oder spezielle Heizwicklungen an den sonstigen Transformatoren besaßen. Für den Einsatz als elektrische Heizlokomotive wurde ausschließlich dieser Transformator benötigt.
Wie bei den Dampf-Heizlokomotiven wurden bei ausgemusterten Lokomotiven für diesen Einsatzzweck nicht benötigte Teile entfernt. So erfolgte die elektrische Versorgung dieser Trafostationen oft über ortsfeste Zuleitungen statt über die Stromabnehmer. Teilweise wurden die ehemaligen Lokomotiven abseits der Bahnhofsgleise auf speziell für diesen Zweck verlegte Gleisstücke gestellt.
Neben der Versorgung abgestellter Reisezüge wurden Trafostationen für andere Zwecke verwendet, so im Winter für elektrische Weichenheizungen, wo solche vorhanden waren. Oftmals wurde die Beheizung der Weichen zuvor von Propangas auf elektrischen Strom umgestellt. Ein weiterer Verwendungszweck war die Bereitstellung elektrischen Stroms für Prüfzwecke in Ausbesserungswerken, diesem Zweck dienten beispielsweise die beiden nebenstehend abgebildeten ehemaligen Lokomotiven in Frankfurt am Main.
Als elektrische Heizlokomotiven wurden unter anderem in jeweils mehreren Exemplaren die Baureihe E 04/204 bei der DR, die Baureihe E 52/152 bei der DB sowie die Reihen 1020 und 1670 bei den ÖBB eingesetzt.
Viele ehemalige Heizlokomotiven und Trafostationen wurden nach der Außerbetriebnahme nicht verschrottet, sondern museal erhalten. Die meisten wurden zumindest äußerlich aufgearbeitet.

## Liste elektrischer Heizlokomotiven

### Deutsche Reichsbahn
- DR 204 007 als Trafostation in Magdeburg[1]
- DR 204 011 als Prüftrafo für Zugheizungen in Erfurt (zwischen 1977 und 1999)[2]
- DR 204 023 als Trafostation in Leipzig-Leutzsch[3]
- DR E 05 103 als Trafostation für die elektrische Weichenheizung in Halle (Saale) Hauptbahnhof (1964–1967, wurde durch E 77 10 ersetzt)[4]
- DR 244 103 als Trafostation im Bw Wismar[5]
- DR 244 105 als Trafostation in Merseburg (1991–1995)[6]
- DR 244 123 als Trafostation in Leipzig-Süd[7]
- DR 244 127 als Trafostation in Leipzig-Wahren[3]
- DR 244 146 als Trafostation in Erfurt[1]
- DR E 77 10 als Trafostation für die elektrische Weichenheizung in Halle (Saale) Hauptbahnhof (1967–1969, ersetzte E 05 103, wurde ersetzt durch E 95 02)[4][8]
- DR E 95 02 als Trafostation für die elektrische Weichenheizung in Halle (Saale) Hauptbahnhof (1969–1979, ersetzte E 77 10)[9]

### Deutsche Bundesbahn bzw. Deutsche Bahn AG
- DB 110 103 als Heizlok im Bw Leipzig West (noch vorhanden)[10][3]
- DB 110 105 als Heiz- und Schulungslok im Bw Braunschweig[10] (2003, verschrottet 2004)
- DB 110 226 als Heizlok in Leipzig West (noch vorhanden)[10][3]
- DB E 32 010 in Neustadt im Schwarzwald[11]
- DB 141 046 in Hannover-Leinhausen[12][10]
- DB 141 160 als Heizlok im Bw Northeim (1989–2005, verschrottet)[10]
- DB 141 197 als Heizlok im Bw Northeim (1989–1994, verschrottet)
- DB 142 220 zum Beheizen der „rollenden Landstraße“ im Bahnhof Dresden-Friedrichstadt (bis 2005)[13]
- DB 144 184 als Trafostation in Hanau Hauptbahnhof[14]
- DB 152 004 in Eichenberg (1971–1976)[15]
- DB 152 012 als Heizlok in Haltern (Westf) (bis 1977)[16]
- DB 152 013 als Heizlok in Haltern (Westf) (bis 1977)[16]
- DB 152 014 als Heizlok in Pleinfeld (bis 1979)[17]
- DB 152 015 als Trafostation in Hanau Hauptbahnhof[15]
- DB 152 022 in Lörrach
- DB 152 025 als Trafostation des Prüffeldes im AW Frankfurt am Main
- DB 152 027 als Trafostation im Bw Frankfurt Hgbf[17]
- DB 152 034 als Heizlok in Offenbach[17]
- DB 175 009 als Heizlok in Wetzlar (bis 1979)[17]
- DB 175 059 ebenfalls in Wetzlar (bis 1979)
- DB 169 003 im Bw Garmisch-Partenkirchen
- DB 191 002 als Heizlok in Neustadt an der Aisch (bis ca. 1979)[17]
- DB 191 011 ebenfalls als Trafostation in Frankfurt am Main

### Österreichische Bundesbahnen
- ÖBB 1245.01[18]
- ÖBB 1020.038 in Wolfurt[19]
- ÖBB Vorheizanlage 011.02 / 1280.10 in Mürzzuschlag[20]
- ÖBB Vorheizanlage 011.10 / 1073.20 in Salzburg[18]
- ÖBB Vorheizanlage 011.12 / 1020.001 in Wolfurt[19]
- ÖBB Vorheizanlage 011.14 / 1670.14 in Mürzzuschlag[20]
- ÖBB Vorheizanlage 011.17 / 1670.21 in Knittelfeld[20]
- ÖBB Vorheizanlage 011.14 / 1020.005 in Wolfurt[19]
- ÖBB Vorheizanlage 011.20 / 1670.102 in Sankt Valentin (Niederösterreich)[18]
- ÖBB Vorheizanlage 011.21 / 1670.06 in Mürzzuschlag[20]
- ÖBB Vorheizanlage 011.24 / 1670.14 in Amstetten[21]
- ÖBB Vorheizanlage 011.26 / 1670.26 in Wiener Neustadt[20]
- 011.33 / 1161 015 in Bischofshofen[20] (nicht mehr in Verwendung)
- ÖBB Vorheizanlage 011.37 / 1146 002 in Wulkaprodersdorf[20]
- 011.38 / 1042 519 in Wörgl[20]
- 011.39 / 1042 014 in Salzburg Hbf (ROLA-Begleitwagen)[20]
- 011.41 / 1042 059 in Wien Matzleinsdorf[20]
- 011.42 / 1042 054 in Wien Matzleinsdorf[20]
- 011.43 / 1042 050 in Wien Matzleinsdorf[20]

### Ungarische Staatsbahnen
- VF 15 in Székesfehérvár, ehemalige Ward-Leonard-Umrichterlok V41,521[22]